# LAIR1
LAIR1 (англ. Leukocyte-associated immunoglobulin-like receptor 1, иммуноглобулино-подобный рецептор, ассоциированный с лейкоцитами, тип 1; CD305) — мембранный белок, продукт гена человека LAIR1.

## Функции
Белок LAIR1 является ингибирующим рецептором, экспрессированным на моноядерных клетках, включая естественные киллеры, T- и B-лимфоциты. Ингибирующие рецепторы регулируют иммунный ответ, предотвращая лизис клеток, распознаваемых иммунной системой как «свои». Входит в семейство лейкоцитарных иммуноглобулино-подобных рецепторов из суперсемейства иммуноглобулинов. Ген LAIR1 расположен в регионе 19q13.4, называемом кластером лейкоцитрных рецепторов. Кластер содержит 29 представителей семейства лейкоцитарных иммуноглобулино-подобных рецепторов.

## Структура
Белок состоит из 287 аминокислот, содержит один трансмембранный домен. Внеклеточный домен содержит один участок N-гликозилирования аспарагинового остатка, одну дисульфидную связь и 2 фосфорилируемых тирозина.

## Взаимодействия
LAIR1 взаимодействует с тирозиновыми фосфатазами PTPN11 и PTPN6.